# Paso de Agua Negra
El Paso de Agua Negra, o Paso del Agua Negra, es un paso fronterizo de Argentina y Chile, localizado en la cordillera de Agua Negra, entre el Departamento Iglesia de la provincia argentina de San Juan y en la provincia chilena de Elqui de la región de Coquimbo, comuna de Vicuña. Comunica las localidades de Las Flores (6000 habitantes), departamento Iglesia -distante 2 km del Complejo Fronterizo de Control Migratorio-Aduanero, y 70 km de San José de Jachal-, con la localidad de Huanta (3500 habitantes), distante 90 km del Límite Internacional.
Debido a su altitud, este paso se encuentra abierto en temporada estival (de diciembre a abril). El resto del año queda bloqueado por la nieve. Es el paso fronterizo internacional más alto entre Argentina y Chile, a una altitud de 4780 m s. n. m. es uno de los pasos internacionales más altos del mundo, superado ampliamente por el paso internacional de Karakorum (entre Pakistán y China) de 5540 m s. n. m.
Por problemas políticos entre ambos países el camino se clausuró en 1977, reabriéndose al público en 1994.
Más información teléfono: Carabineros Complejo Juntas del Toro: 512651183

## Corredor Bioceánico
La proyectada construcción de dos túneles permitirán una vía de comunicación interoceánica por el Paso de Agua Negra, que conecte al Pacífico (Coquimbo, Chile) con el Atlántico. La virtud de hacerlo en este paso es la de facilitar el tránsito entre la ciudad-puerto de Coquimbo y el Puerto de Santa Fe (1432 km), el Puerto de Rosario (1488 km), el Puerto de Buenos Aires (1703 km), en Argentina y el de Porto Alegre (2513 km), en Brasil.
El proyecto de un túnel que atravesará la cordillera de los Andes es una necesidad planteada desde hace más de una década. Esta nueva vía se transformaría en un instrumento “físico-territorial” que agilizaría el comercio de los países del Cono Sur Latinoamericano (Mercosur y Chile), justificado especialmente debido a las frecuentes interrupciones del túnel del Cristo Redentor (Mendoza), por las nevadas invernales y la interrupción de la Ruta 7 en Argentina por la laguna La Picasa.
En la temporada 2008 - 2009 un total de 31.904 usuarios y 9.165 vehículos pasaron por Agua Negra lo que representa un 43% más que la temporada anterior.
El 28 de agosto de 2009, en oportunidad de la Cumbre de UNASUR (Unión de Naciones Sudamericanas), los presidentes de Argentina, Cristina Fernández, Chile Michelle Bachelet y de Brasil Luis Ignacio Lula Da Silva, firmaron un Acuerdo para la construcción del túnel que une Chile y Argentina, Paso de Agua Negra que busca consolidar el corredor bioceánico que une la localidad brasileña de Porto Alegre con la chilena de Coquimbo.

En la actualidad está en proyecto la construcción de dos túneles, que permitirán una comunicación interoceánica para este paso. En 2020 por decisión del gobierno de Sebastián Piñera las obras fueron paralizadas tras renunciar a un crédito del BID para la construcción del túnel binacional, lo que provocó quejas diplomáticas de Argentina. La decisión unilateral del conservador Piñera provoca quejas tanto en Argentina como dentro de Chile. El crédito del BID fue formalmente rechazado por Chile y provocó la caída del proyecto a pesar de no haber informado oficialmente a Argentina ni a la Región de Coquimbo.

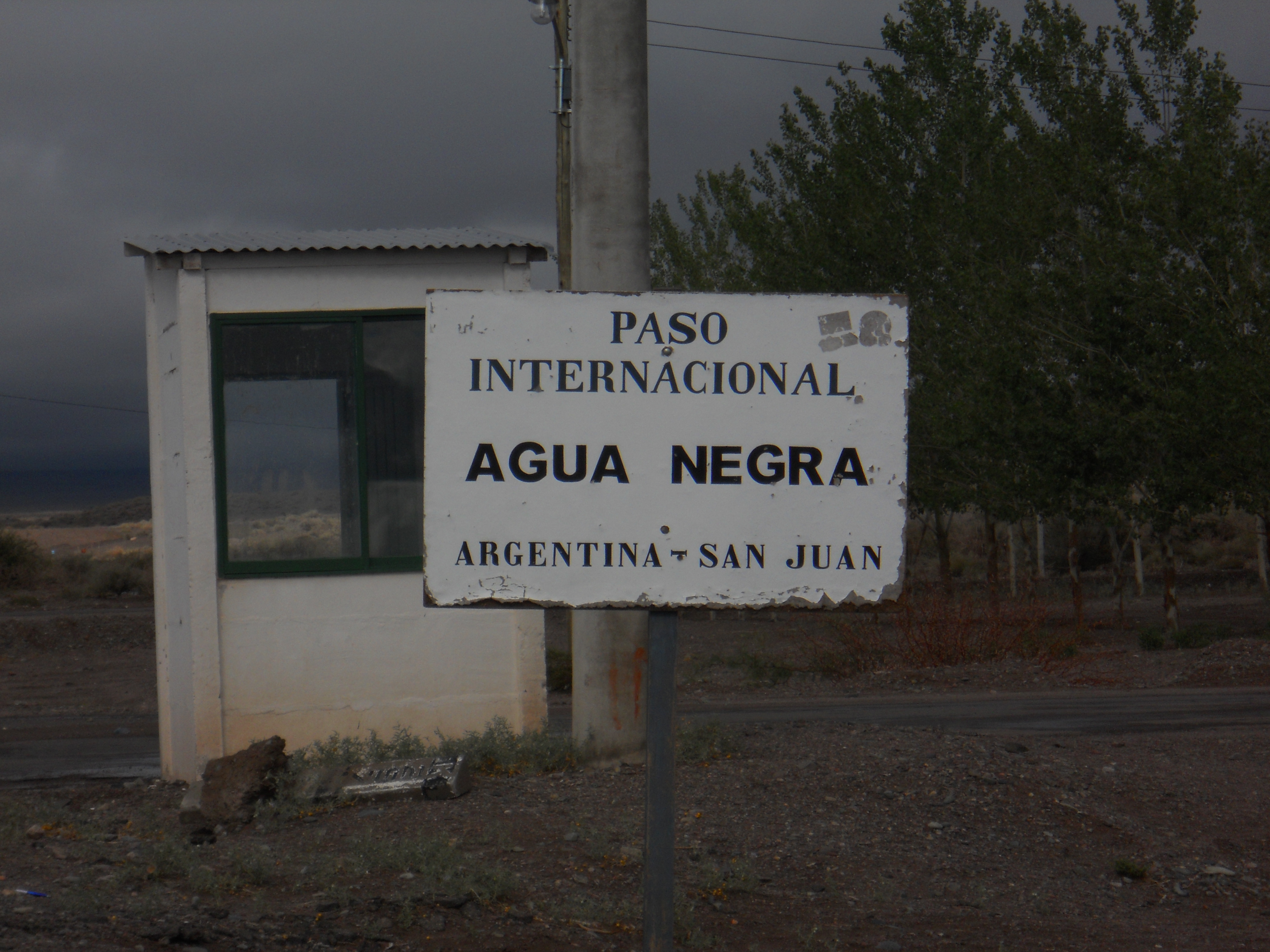
Cartel en el límite de la Provincia de San Juan.